# Партизанське (Миколаївський район)
Партиза́нське — село в Україні, у Первомайській селищній громаді Миколаївського району Миколаївської області. Населення становить 636 осіб.

## Історія
Село засноване 1937 року. До 1944 року село перебувало у складі Миколаївського району, у 1944—2016 роках — Жовтневому районі, який у 2016 році перейменований на Вітовський район.
12 червня 2020 року, відповідно до розпорядження Кабінету Міністрів України № 719-р «Про визначення адміністративних центрів та затвердження територій територіальних громад Миколаївської області», Партизанська сільська рада об'єднана з Первомайською селищною громадою.
17 липня 2020 року, в результаті адміністративно-територіальної реформи та ліквідації Вітовського району, село увійшло до складу Миколаївського району.

### Російсько-українська війна

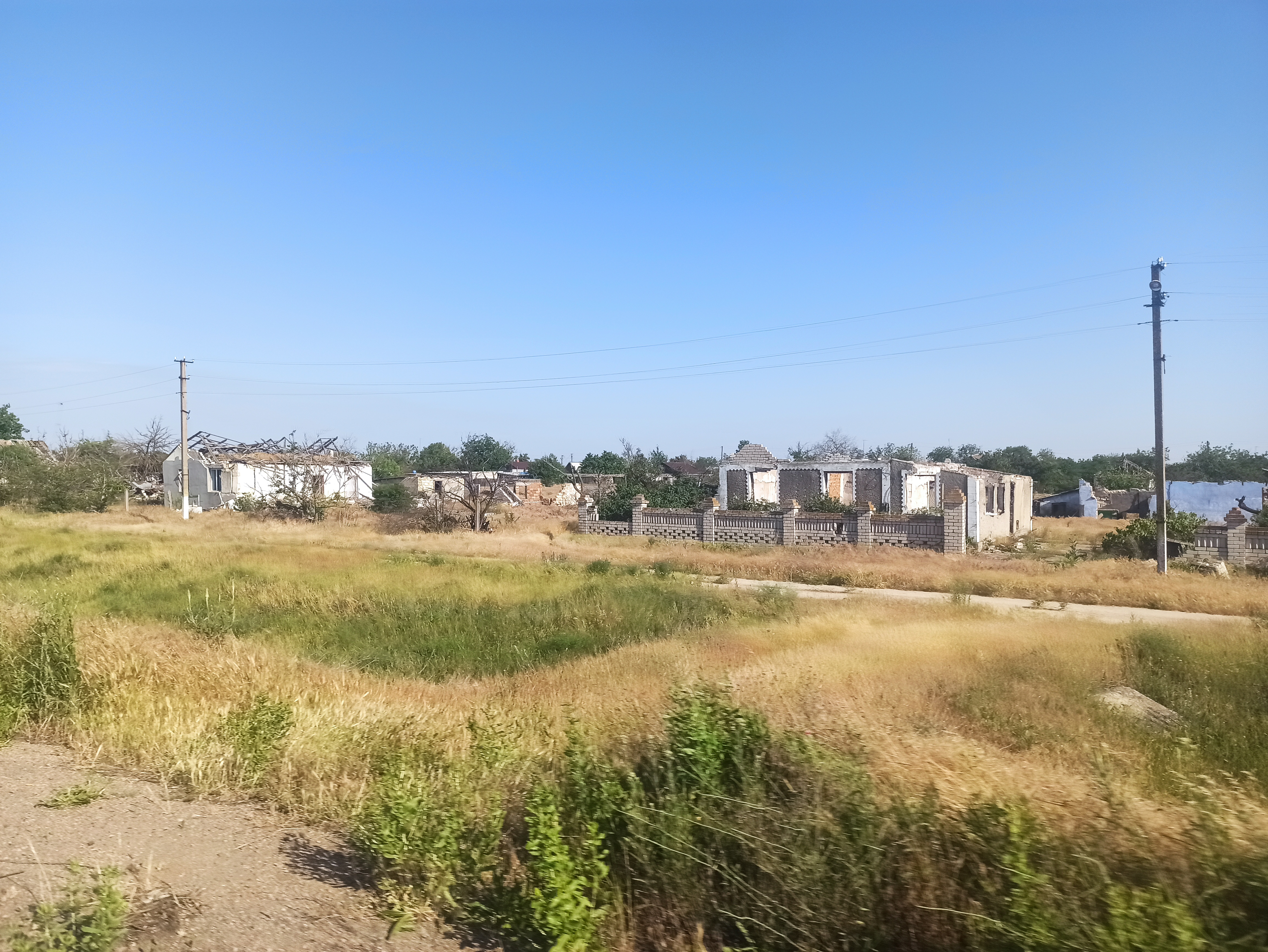
Розбиті будинки в Партизанському влітку 2025

У 2022 році під час повномасштабного російського вторгнення в Україну Партизанське було прифронтовим селом. Від російських обстрілів майже 90 відсотків будинків зазнали пошкоджень або руйнувань. Після відступу російської армії від населеного пункту для тих, хто залишився без домівок встановили дев'ять модульних будинків. У двох з них облаштували Пункт незламності та медпункт на літній період. За програмою ООН щотижня місцевим волонтери доставляли хліб, у селі відновили роботу два магазини, відремонтували зруйновану будівлю сільради. Через російські удари були пошкоджені дві водонапірні вежі, одну з них сільчани відремонтували своїми силами. Навесні 2023 в селі відновили електропостачання та почалися роботи над подачею газопостачання. До повномасштабної війни у селі було 86 газифікованих будинків, мешкало майже 600 жителів. Станом на січень 2024 в Партизанському проживало 187 людей.

## Населення

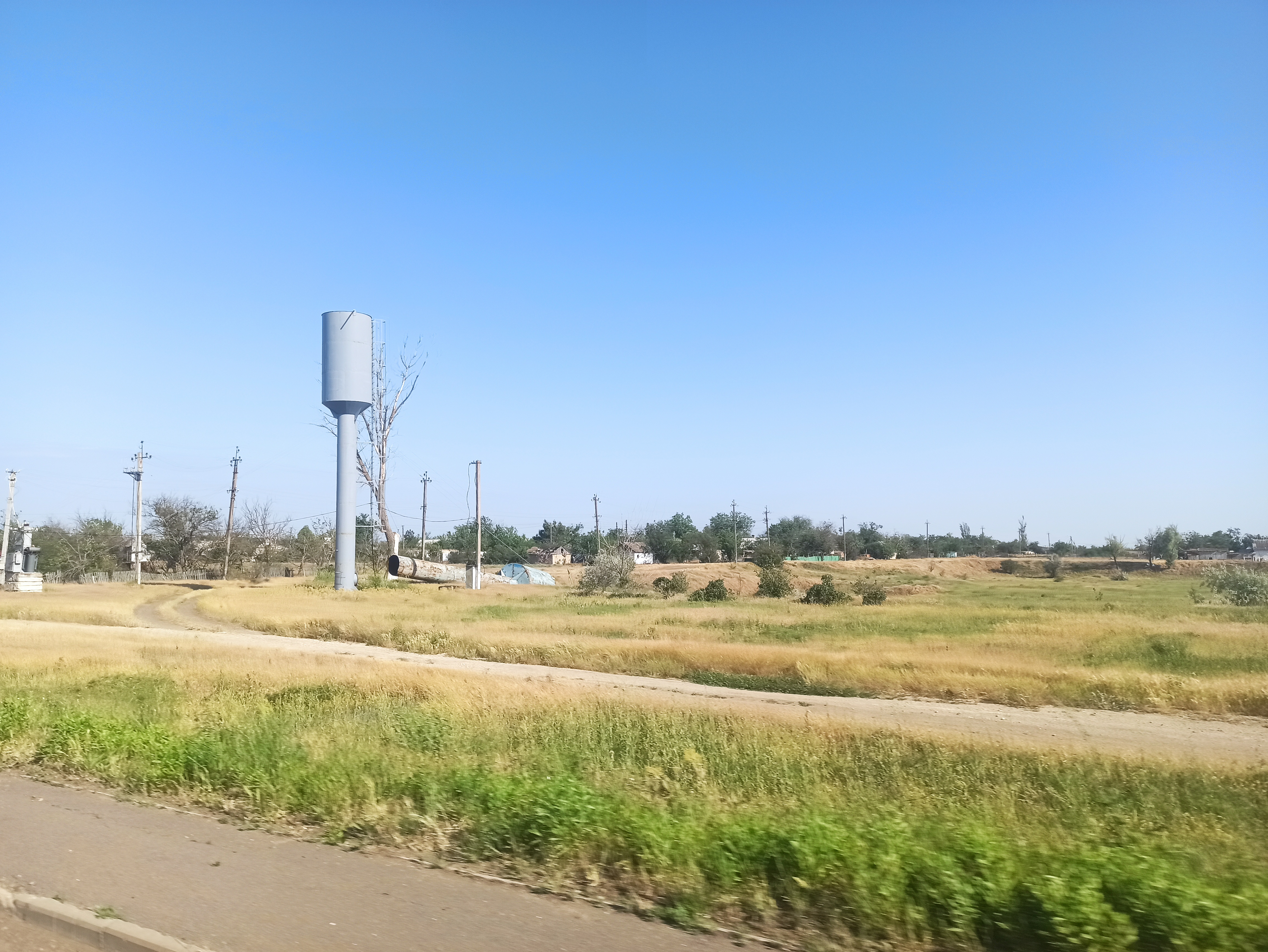
Відновлена водонапірна вежа в Патизанському, червень 2025

Згідно з переписом УРСР 1989 року чисельність наявного населення села становила 589 осіб, з яких 271 чоловік та 318 жінок.
За даними перепису населення 2001 року у селі проживали 636 осіб.
Розподіл за рідною мовою::
| Мова       | Кількість осіб | Відсоток |
| ---------- | -------------- | -------- |
| українська | 582            | 91,51 %  |
| російська  | 36             | 5,66 %   |
| молдовська | 11             | 1,73 %   |
| білоруська | 1              | 0,16 %   |
| вірменська | 1              | 0,16 %   |
| інші       | 5              | 0,78 %   |

### Відомі люди
- Пянтковський Сергій Григорович (1974—2022) — український військовик, солдат Збройних сил України, учасник російсько-української війни.